# Enrico Ferri (politico)
Enrico Ferri (La Spezia, 17 febbraio 1942 – Pontremoli, 17 dicembre 2020) è stato un politico e magistrato italiano.
Fu ministro della Repubblica, segretario nazionale del Partito Socialista Democratico Italiano, poi esponente di Forza Italia, in seguito dell'UDEUR. Fu inoltre europarlamentare dal 1989 al 2004 e sindaco di Pontremoli dal 1990 al 2004.

## Biografia

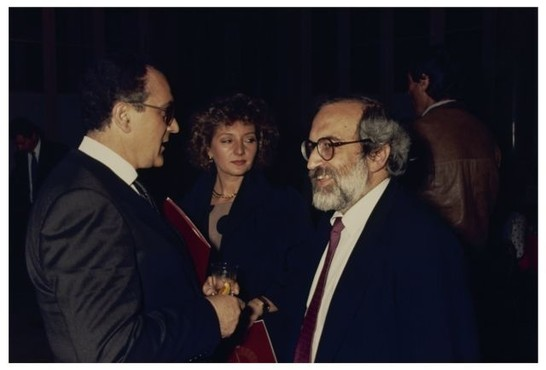
Enrico Ferri nel 1989

Laureatosi in giurisprudenza presso l'Università di Firenze nel 1966, entrò in magistratura nel 1970 e dal 1971 fu pretore a Pontremoli. Fu membro del Consiglio superiore della magistratura dal 1976 al 1981, quando divenne Segretario nazionale di Magistratura Indipendente (1981-1987).
Esponente del Partito Socialista Democratico Italiano (PSDI), fu Ministro dei lavori pubblici nel 1988-1989 (noto, e vivacemente criticato per aver posto il limite dei 110 km/h in autostrada, da cui il soprannome Ministro dei 110 all'ora).
Alle elezioni europee del 1989 fu eletto parlamentare europeo per il PSDI.
Nel 1992 fu eletto deputato alla Camera e fu capogruppo del PSDI.
Fu segretario del suo partito dal 1993 al 1994. Dopo la crisi di Tangentopoli, che colpì duramente il PSDI, nel 1994 presentò il partito in pochi collegi uninominali sotto il simbolo Socialdemocrazia per le Libertà con altri esponenti ex-socialisti craxiani.

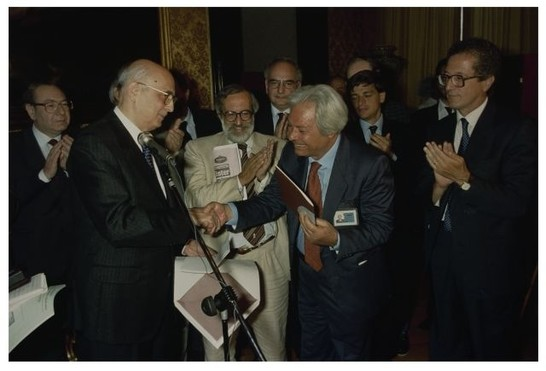
Enrico Ferri alla cerimonia del Ventaglio nel 1993

Partecipò alle elezioni europee del 1994 col simbolo storico del sole nascente e raccolse lo 0,7%. Venne comunque rieletto all'Europarlamento, senza iscriversi al gruppo socialista e aderendo al gruppo dei non iscritti. Nel 1990 divenne sindaco di Pontremoli, carica che manterrà fino al 2004. Difatti fu rieletto nel 1995 col sostegno del centrodestra, di Forza Italia e di Alleanza Nazionale. Questo comportò ulteriori fratture dentro il partito e l'espulsione ufficiale da parte dell'Internazionale Socialista e del Partito del Socialismo Europeo, al quale il PSDI e Ferri aderivano.
Ferri fu così costretto a lasciare la segreteria del partito. Anche per questo il 10 dicembre 1994, insieme con Luigi Preti, fondò il movimento Socialdemocrazia Liberale Europea (SOLE).
Il 29 gennaio 1995, durante il XXIV congresso del PSDI a Bologna, la sua corrente "Socialdemocrazia Liberale Europea" (SOLE) è stata messa definitivamente in minoranza per via della posizione favorevole a un'alleanza col centro-destra di Berlusconi, eleggendo come segretario del partito Gian Franco Schietroma. Così Ferri e Preti trasformano il movimento SOLE in un partito autonomo e si avvicinò all'area di centro-destra, stringendo una collaborazione privilegiata col Centro Cristiano Democratico. Luigi Preti, non favorevole a tale scelta, si distaccò dal SOLE dando vita al Movimento per la Rinascita Socialdemocratica, soggetto politico federato con Forza Italia.
Alle elezioni politiche del 1996 Ferri viene candidato nelle liste della lista elettorale Biancofiore, che univano CCD e CDU, senza tuttavia risultare eletto.
Nel 1998 Ferri, ancora legato al CCD (del quale divenne vicepresidente nel 1997), segue Clemente Mastella nell'esperienza dell'Unione Democratica per la Repubblica (UDR) di Francesco Cossiga. L'esperienza però durò poco. Nel 1999 si spostò in Forza Italia, riprendendo i rapporti con l'amico Luigi Preti.
Alle elezioni europee del 1999, infatti, si candidò nelle liste del partito guidato da Silvio Berlusconi e fu eletto all'Europarlamento, dove rimase fino al 2004. Nello stesso anno fu eletto sindaco di Pontremoli per la terza volta.
Alle elezioni politiche del 2001 viene ricandidato alla Camera dei deputati nel collegio uninominale di Carrara, sostenuto dalla Casa delle Libertà, dove ottenne il 40,0% dei voti e fu sconfitto dalla rappresentante dell'Ulivo Gloria Buffo.
Ricandidatosi in Forza Italia alle elezioni europee del 2004, non fu rieletto. Non potendosi ricandidare a sindaco di Pontremoli, ne fu vicesindaco dal 2004 al 2006. In occasione delle elezioni politiche del 2006 torna nell'area di centro-sinistra, approdando all'UDEUR di Clemente Mastella. Non risultò eletto.  Rientrò quindi in magistratura come sostituto procuratore generale di Cassazione.
Con la nomina di Mastella a ministro della Giustizia, viene nominato responsabile dell'Ufficio Coordinamento Attività Internazionali (UCAI) presso lo stesso ministero della Giustizia, incarico che ha ricoperto sino alla caduta del governo Prodi nel gennaio 2008.
Enrico Ferri è morto il 17 dicembre 2020 a 78 anni nella sua casa di Pontremoli, dopo una lunga malattia.

## Vita privata
Ha avuto 4 figli tra cui il deputato e Sottosegretario Cosimo Maria Ferri. Il primogenito Filippo, è stato capo della squadra mobile di Firenze, prima di essere condannato in via definitiva a tre anni e otto mesi per le violenze nella scuola Diaz durante il G8 di Genova 2001 (all'epoca guidava la mobile di La Spezia); è approdato quindi al Milan, nel 2012, come responsabile della sicurezza. Il secondogenito Jacopo è stato consigliere regionale della Toscana dal 2000, in quota prima PdL poi Forza Italia è stato eletto la terza volta nel 2010; è sindaco di Pontremoli dal 2021. L'ultimogenita Camilla è farmacista all'ospedale San Raffaele di Milano.